# ハプティクス

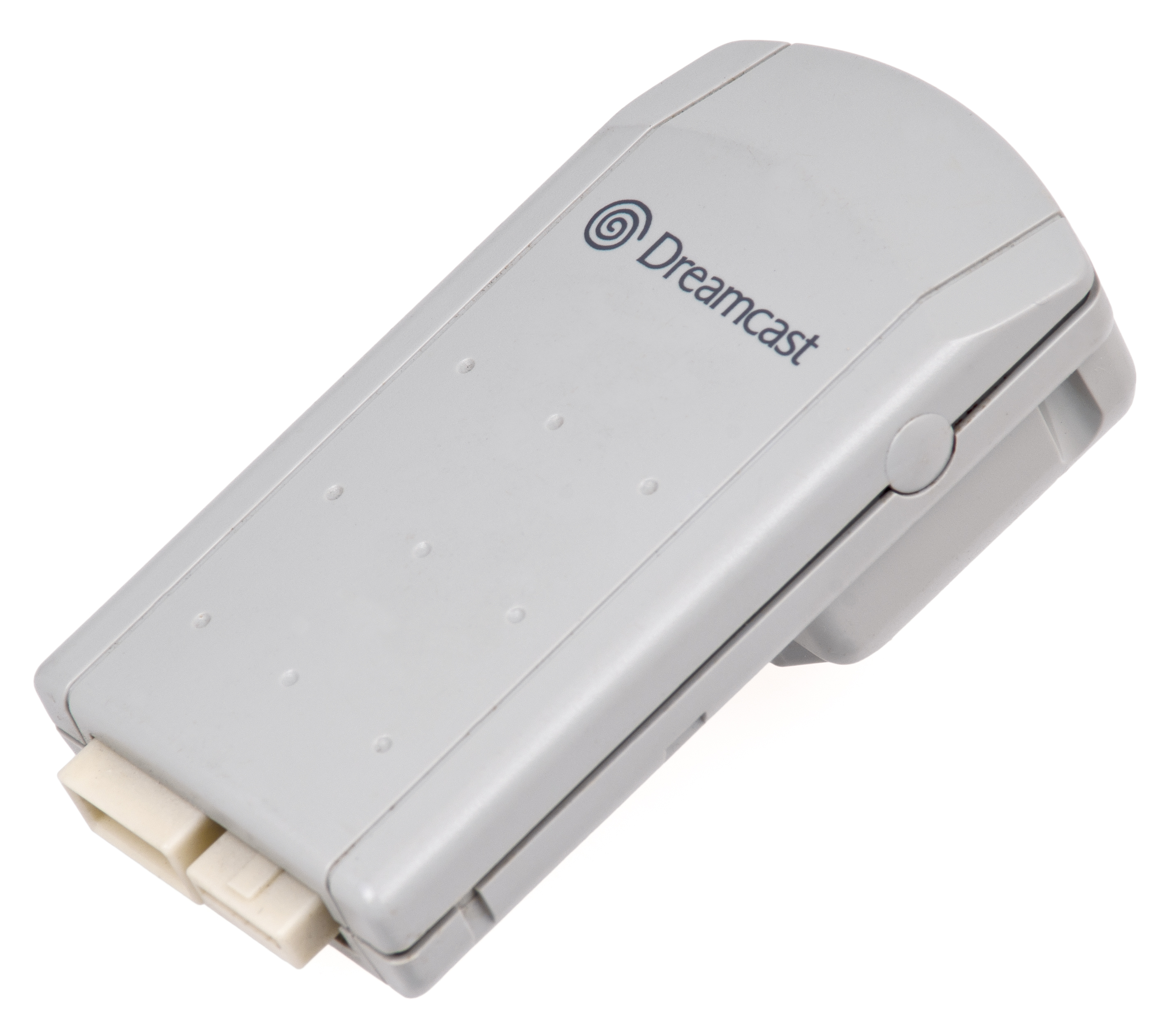
ドリームキャストのぷるぷるぱっく。ユーザーの手を通して触覚的フィードバックを提供する。

ハプティクス（英: haptics）とは、利用者に力、振動、動きなどを与えることで皮膚感覚フィードバックを得るテクノロジーである。触覚技術（英: haptic technology）とも。そのような機械的刺激をコンピュータシミュレーション内で仮想オブジェクトを作る補助として使うことができ、仮想オブジェクトを制御したり、機械などの遠隔制御（テレロボティクス）を強化したりできる。「視覚におけるコンピュータグラフィックスと同じ役割を皮膚感覚で果たす」と説明されてきた。ハプティクスを応用したデバイスは、そのインタフェース上にユーザーが与える力を計測するセンサを組み込んでいることもある。
ハプティクスを使って微妙に制御された触覚を伴う仮想オブジェクトを作ることができ、それによって人間の触覚がどのように働くのかという研究を可能にした。そういったオブジェクトで、それまで困難だった人間の触覚機能を体系的に精査できるようになった。そうした研究ツールは、触覚とその背後にある脳機能がどのように働くのかを理解することに貢献している。
haptic という語はギリシア語の ἅπτικός (haptikos) に由来し、「触覚について」という意味であり、さらにはギリシア語の「触る」を意味する動詞 ἅπτεσθαι (haptesthai) が語源である。

## 歴史
初期のハプティクスの応用例として、大型航空機で動翼を操作するのにサーボ機構を使った例がある。そのようなシステムは「一方向」の傾向があり、動翼に空気力学的外力が加わっても制御側では感知できないことが多い。そこで、そのような外力をシミュレートするためにばねと錘が使われた。それ以前のサーボ機構を使っていない軽量な航空機では、失速しそうになると空気力学的バフェッティング（振動）がパイロットの操縦桿で感じられていたため、それが危険な飛行状態への便利な警報になっていた。この操縦桿の震えはサーボ機構では感じられない。この感覚刺激の代替として迎角を測定し、それが失速の危険のある角度にまで達したとき "stick shaker"（アンバランスな回転する錘）が起動して操縦桿を振動させる。これを「フォースフィードバック」と呼ぶ。フォースフィードバックは試験的に油圧ショベルにも実装されており、土や粘土の中に大きな岩が埋まっているような場合に操縦者にそれを感じさせることができ、作業効率向上に寄与している。
1973年、Thomas D. Shannon が触覚電話の特許をアメリカで取得している。

## 設計
ハプティクスでは、触覚フィードバックやコントローラに力を加えるのにアクチュエータを利用している。
アクチュエータは電気信号に応じて機械的動きを生じる。初期の触覚フィードバックは振動モーターなどの電磁技術を採用しており、携帯電話のバイブレータなどがある。そういった電磁モーターによるフィードバックは強いことが多く、広範囲な感覚を生み出すことはできない。その後、新世代のアクチュエータ技術が登場し、素早い応答特性によってより広範囲な触感を生み出せるようになってきた。次世代のハプティクス用アクチュエータ技術として、人工筋肉、圧電式・静電式・亜音速音響波によるサーフェスアクチュエーションなどがある。
アクチュエータには制御が必要であり、初期のハプティクス応答システムではデバイス全体を振動させることが多かった。第二世代の触覚制御アルゴリズムとチップが開発され、位置ごとに固有の応答を生成できるようになった。
アクチュエータを必要としない新たな技法を reverse-electrovibration と呼ぶ。デバイスからユーザーの身体に弱電流を流す方式である。指先の皮膚の周辺で発振する電界を生じさせると、アクチュエータがなくとも振動する触感が得られ、その触感は信号の形状・周波数・振幅によって変化する。

## 実用例

### 遠隔操作とシミュレータ
遠隔操作 (teleoperation) や遠隔制御ロボットで、接触力が操縦者側で複製される場合、「触覚遠隔操作」(haptic teleoperation) と呼ぶ。世界初の電気駆動の遠隔操作機械は、1950年代にアルゴンヌ国立研究所のレイモンド・ゲルツが放射性物質を遠隔から取り扱うために開発した。その後、水中探索機などのさまざまな遠隔操作機械でフォースフィードバックが広く使われるようになっていった。
そのような遠隔操作機械をコンピュータでシミュレートする場合（操縦者の訓練用）、実際の操縦において感じられるフォースフィードバックを提供できればより有効である。その場合、操縦対象の物体は物理的には存在しないので、力はフィードバックされるのではなく、制御装置内で生成される。そのようにハプティクスを使い、触覚を表すデータをセーブしたり、再生したりできる。ハプティクスを応用したシミュレータとして、医療用シミュレータやパイロット訓練用フライトシミュレータがある。

### ビデオゲーム
ハプティクスは、アーケードゲーム、特にレースゲームでよく見られる。1976年のセガのバイクゲーム Moto-Cross、またの名を Fonz は、別のバイクと接触・衝突するとハンドルが振動するというハプティクスを採用している。1983年には辰巳電子工業の TX-1 でカーレースゲームにフォースフィードバックが導入された。
単純なハプティクスは、ゲームコントローラやジョイスティックなどに採用されている。初期の実装形態はオプションであり、NINTENDO 64用コントローラの「振動パック」がある。その後当初からコントローラやジョイスティックにフィードバック装置を組み込むようになった。ソニーの DUALSHOCK などがある。自動車のハンドル型のコントローラには、道路の状態を感じられるような仕組みを持つものもある。ターンや加速の際にしっかりグリップしているかスリップしていかをハンドルから感じられるという。
1997年、 マイクロソフト は、ForceFeedbackジョイスティックシリーズとこれに連携した各種ゲームを発表し、ゲーム内での搭乗機の慣性や、攻撃、被弾、破損と言った衝撃をジョイスティックの反動で表現出来るようにした。これらは単に振動が伝わるだけではなく、状況に合わせてX-Y軸にかかる反動を DirectInput APIで調節しながらモーターを駆動することで、ゲーム内で発生する力が実際に発生しているかのように感じ、反力で操作する事が出来る。
2007年、ノビントがリリースした世界初のコンシューマ向け3Dタッチデバイス Falcon は高解像度の3次元フォースフィードバック機能を備えている。オブジェクトの表面の手触りや動きをシミュレートでき、ゲーム内のオブジェクトの存在を感じることができる。

### パーソナルコンピュータ
2013年09月04日、ミネベアは、Touching Feedbackを実現したCOOL LEAFキーボードを発表、同年10月より発売した。
2015年3月9日、AppleはMacBookとMacBook Proで感圧タッチトラックパッド (Force Touch) を導入した。
2020年12月1日、レノボがYOGA Slim 950iのタッチパッドに導入した。

### 携帯機器
ハプティクスは携帯電話でもよく使われている。LGやモトローラなどのメーカーはそれぞれ異なる種類の触覚技術を採用している。これは多くの場合、画面のタッチに対する振動という形で使われている。

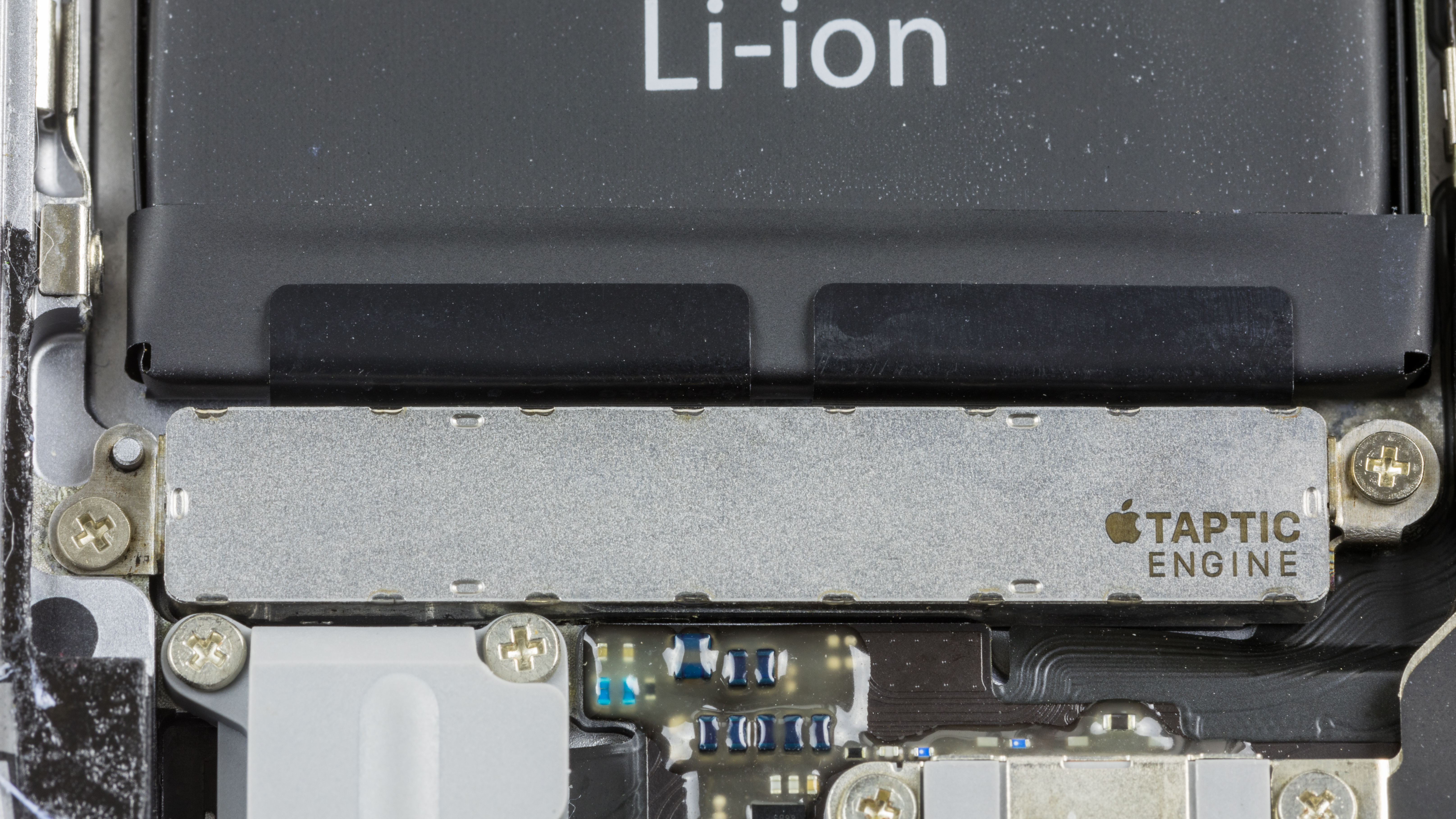
Taptic Engine

2015年9月に発表されたiPhone 6s/6s Plusでは、圧力検知機能の3D Touchと触覚フィードバック機能を実現するTaptic Engineが組み込まれている。

### バーチャルリアリティ
ハプティクスはバーチャルリアリティシステムの重要な部分を担いつつあり、それまで視覚一辺倒だったバーチャルリアリティに触覚が加わっている。多くの場合スタイラスベースの触覚再現を行っており、仮想世界とのユーザインタフェースにツールまたはスタイラスを使い、今日のハードウェアで計算量的に現実的な相互作用の形態を実現している。3Dモデリングやデザインのインタフェースにハプティクスを利用するシステムが開発されており、物理的な造形の仮想体験をアーティストに与えることを意図している。東京大学では、3Dホログラムに超音波によるフィードバックで触感を与える研究がなされた。篠田裕之をリーダーとする研究チームがこの技術をニューオーリンズで開催された2009年のSIGGRAPHで発表した。

## 研究
高速振動などの刺激を使い、様々な触感をシミュレートする研究がなされてきた。例えば振動するピンを格子状に配置したパッドで、表面に触ることで様々な触感を生じさせるというものである。それらは現実味のある触感は生み出せなかったが、フィードバックとしては便利であり、様々な形・きめ・弾力を識別することができる。研究用にハプティクスAPIもいくつか開発されており、Chai3D、OpenHaptics、H3DAPI などがある。

### 医療
医療シミュレーションのためのハプティクスインタフェースは、腹腔鏡検査やインターベンショナルラジオロジーといった身体に負担が少ない医療行為の訓練に特に有効であり、遠隔手術にも有効である。これには、外科医があまり疲れずに似たような手術の回数をこなせるようになるという利点もある。ハプティクスはリハビリテーション用ロボットでも応用されている。
オハイオ大学のオステオパシーのカリキュラムでは、Virtual Haptic Back (VHB) というハプティクスを利用した医療シミュレーションが採用されている。研究によれば、VHBは触診の学習に多大な効果があったという。VHBは人間の背中の外形と堅さをシミュレートし、2つの触覚インタフェースを使って触診を訓練できる。ハプティクスは義肢や装具にも適用されてきた。義肢から着用者に必須なフィードバックを提供すべく研究が続けられてきた。アメリカ合衆国教育省とアメリカ国立衛生研究所は、この分野の研究プロジェクトをいくつか行っている。Psyonic社は、2021年9月、触覚フィードバックを有する唯一の、かつ、市場で最速の人工義手Ability Handを製品として世に出した。

### ロボット
Shadow Hand は人間の手の強さ・繊細さ・複雑さを再現すべく、触感・圧力・位置などを把握するロボットハンドである。ロンドンの Richard Greenhill のチームが The Shadow Project の一部として開発したもので、今では Shadow Robot Company として企業化している。現在も進行中の開発計画は、誰もが納得する世界初の人工ヒューマノイドを完成させることを目標としている。初期のプロトタイプはNASAのヒューマノイド型ロボットあるいはロボノートのコレクションで見られる。Shadow Hand には各関節と指の腹に触覚センサがあり、それらの情報が中央コンピュータに送られ、処理・解析される。カーネギーメロン大学とドイツのビーレフェルト大学は、触覚についての研究に Shadow Hand を利用している。
バーチャルリアリティ内のオブジェクトに触ることができるという初期の技術 PHANTOM は、MITの Ken Salisbury の指導する学生だった Thomas Massie が1993年ごろ開発した。

### アートとデザイン
触覚は単なる感覚ではなく、仮想オブジェクトとのリアルタイムの相互作用を可能にする。そのためハプティクスは、音響合成、グラフィックデザイン、コンピュータアニメーションといったバーチャルアートでも使われている。触覚デバイスにより、アーティストはリアルタイムで音響や画像を生成する仮想機器と直接的接触を持つことができる。例えば、バイオリンの弦のシミュレーションでは触覚デバイスとしての弓をアーティストが持ち、仮想の弦への圧力や表現性によってリアルタイムの振動を生み出す。この場合は物理モデル音源を使う。
高い自由度のある入力機器に触覚フィードバックを備えたもので、デザイナーやアーティストが作っている仮想の「表面」を感じさせることで、素早くかつ自然な造形が可能となる。
ハプティクスを制作に使っている著名なアーティストとしては、Christa Sommerer と Laurent Mignonneau、Stahl Stenslie などがいる。

## 将来の応用
ハプティクスは今後、人間とテクノロジーの様々な領域での相互作用に関わっていくと考えられる。21世紀初頭の現在は、ホログラムや遠隔のオブジェクトとの触覚による相互作用に熟達することが研究の中心であり、それが成功すればゲーム・映画・製造業・医療をはじめとする様々な産業での応用が生まれる。医療業界では仮想手術や遠隔手術が可能になれば、医療の幅が広がる。衣料の小売業界では、インターネット経由で衣服に触ることができれば、インターネット販売の可能性が広がる。ハプティクスが将来発展すれば、従来は現実的でなかった新産業が生まれるかもしれない。

### ホログラフィーとの相互作用
東京大学の篠田裕之の研究チームでは、ホログラフィーの投影に触覚フィードバックを加える研究を行っており、2008年に発表した。このフィードバックによってユーザーはホログラムで投影された物体に触っているかのような感覚を得ることができる。この研究では超音波の音響放射圧を使って触感を生み出している。ハプティクスはホログラム自体には影響せず、単に触覚を加えるだけである。2008年の時点では、この技術はまだ製品化できていないが、産業界からの反応もある。この技術はユーザーが特殊なグローブなどを装着する必要がなく、通常の姿でそのまま使えるという利点がある。

### 将来の医療への応用
医療の分野では、遠隔手術への応用の研究が進んでいる。現場の看護スタッフがマシンをセットアップし、患者の準備をし、外科医は手術室には行かずに手術するという形になる。それによって専門医の治療を受ける可能性が広がり、専門の外科医がどこにいても働けるようにする。ハプティクスは遠隔手術の際に外科医に触覚フィードバックを提供する。
2003年、スタンフォード大学の研究者らが訓練目的で手術のシミュレーション技術を開発した。手術のシミュレーションにより、外科医や外科の学生がより多くトレーニングできるようになる。ハプティクスは手術のシミュレーションでリアルな触感を生み出すのに使われる。遠隔手術でもシミュレーションでも、リアルな触感がなければメスを入れるのも困難である。計算機科学と外科の教授である J. Kenneth Salisbury Jr. が率いるチームは、手術のシミュレーションのためにリアルな内臓を創りだすことを目標としているが Salisbury はそれが容易ではないと語っている。この研究の背景には、旅客機のパイロットが実際に旅客を乗せる前にフライトシミュレータで訓練するように、外科医も実際に誰かの身体を切る前に訓練できるようにすべきだ、という考え方がある。
ランセットに掲載されたボストン大学の論文によれば、靴の内底がノイズのように無作為に振動するようにすると、年齢に従って衰えていくバランス制御が改善するという。